# 雷德蒙海崖
71°8′S 167°3′E / 71.133°S 167.050°E
雷德蒙海崖（英語：Redmond Bluff），是南極洲的海崖，位於維多利亞地的彭內爾海岸，處於達爾梅尼山以東4.6公里，屬於阿納雷山脈的一部分，海拔高度1,200米，美國地質調查局根據測量和該國海軍的空中照片繪入地圖，現時由南極條約體系管理。